# Aiffres
Aiffres – miejscowość i gmina we Francji, w regionie Nowa Akwitania, w departamencie Deux-Sèvres.
Według danych na rok 1990 gminę zamieszkiwało 4119 osób, a gęstość zaludnienia wynosiła 160 osób/km² (wśród 1467 gmin regionu Poitou-Charentes Aiffres plasuje się na 50. miejscu pod względem liczby ludności, natomiast pod względem powierzchni na miejscu 240.).